# ديوجانس البابلي
ديوجانس البابلي ويُعرف أيضا بـ ديوجانس السلوقي (240 - 150 ق.م.) هو فيلسوف يوناني رواقي.
أخذ عن خريزيبوس، وأخذ عنه قرنيداس. أهتم بالتنجيم وتفسير الأحلام.